# Rumba (canção)
"Rumba" é uma canção gravada pela cantora e compositora mexicana Anahí com a participação do cantor Wisin, gravada para seu sexto álbum de estúdio, Inesperado (2016). Foi lançada como primeiro single em 24 de julho de 2015 pela Universal. É uma canção em ritmo acelerado, pertencentes ao próprio gênero rumba e pop.
A primeira performance da canção foi durante a décima-primeira edição dos Premios Juventud, em 16 de julho de 2015.

## Antecedentes

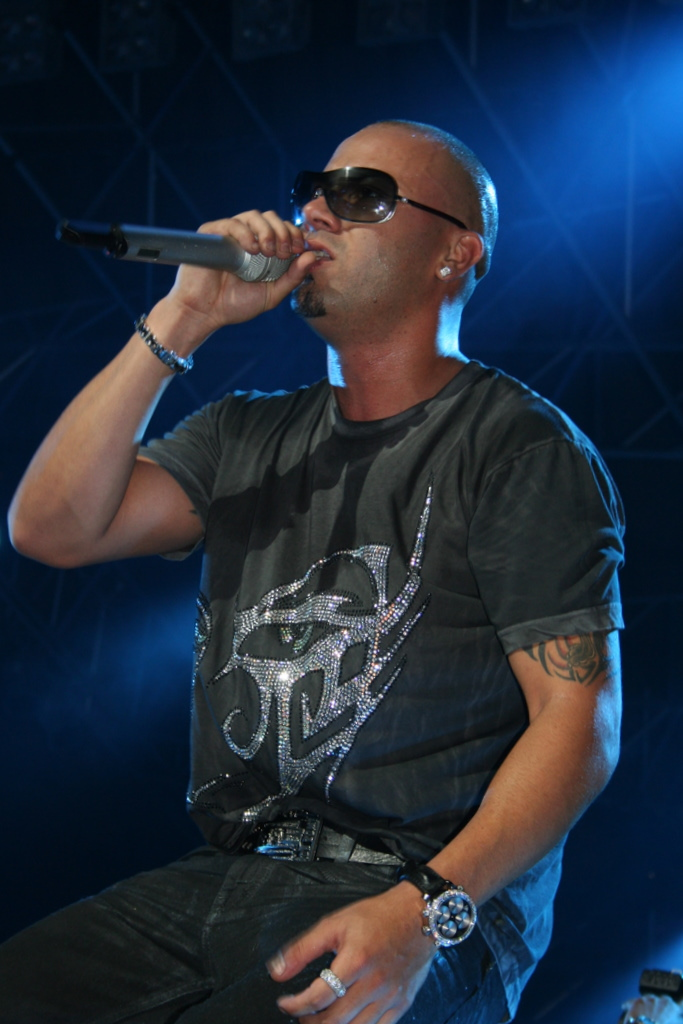
Além de participar, Wisin escreveu e produziu a canção.

Após o fim da telenovela Dos Hogares em janeiro de 2012, na qual Anahí foi a protagonista, a cantora começou a produzir seu sexto álbum em estúdio. As primeiras informações sobre o disco foi que a cantora faria um dueto com o rapper americano Flo Rida. Os dois chegaram a se encontrar em um estúdio em Los Angeles, mas a parceria não foi finalizada. Também houve rumores de uma participação do rapper Pitbull. Em janeiro de 2013, Anahí lançou a canção "Absurda", que supostamente seria o primeiro single do álbum, porém, com o seu relacionamento com o governador do estado mexicano de Chiapas, Manuel Velasco Coello, a produção do álbum foi adiada, para poder se dedicar aos compromissos de futura primeira dama.
Em 25 de abril de 2015, ela e Velasco se casaram e um mês depois, em 25 de maio, ela lançou a canção "Están Ahí" em download digital no iTunes e um lyric video na Vevo, apenas como um presente aos seus fãs, não se tratando de um single oficial. Em 10 de julho de 2015, estreou nas rádios a canção "Rumba", em parceria com o cantor Wisin, primeiro single oficial do seu sexto álbum Inesperado (2016).

## Recepção

### Crítica
A canção recebeu uma boa aceitação por parte da critica, Gustavo Adolfo Infante, do jornal Excélsior comentou a respeito "Anahí voltou recarregada aos palcos ao lado de Wisin com o tema "Rumba", o qual já tive a oportunidade de escutar e está maravilhoso, muito dançante e estou seguro que será um sucesso." Por sua vez, Alejandra Torales da revista mexicana Quien comentou sobre sua volta aos palcos ao expressar "mais sexy do que nunca, super divertida e com toda atitude, a esposa de Manuel Velasco Coello cumpriu o que prometeu há uns meses: continuar com sua carreira como artista." O site do canal de televisão Telemundo falou que o tema está "cheio de energia, força e poder". o site da revista musical Billboard expressou que foi uma das apresentações mais memoráveis dos Premios Juventud com sua nova canção, na qual considerou um "grande regresso". Jessica Lucia Roiz do site Latin Times, assegurou que a canção está destinada a ser a canção de verão e argumentou que é uma canção cheia de energia e poder.

### Desempenho comercial
Em 24 de julho de 2015 a canção foi lançada através de download digital e logo se posicionou em primeiro lugar no iTunes Brasil, tornando-se a primeira mexicana em ter duas canções, junto com "Están Ahí", nesta posição nesse país. A canção alcançou também o primeiro lugar em vendas digitais em Honduras, Espanha, Croácia, Argentina, Israel, Peru, Slovakia, Chile e República Dominicana.
A canção estreou em oitavo lugar na lista da Billboard Latin Pop Digital Songs, em trigésimo lugar na Billboard Latin Songs e em trigésimo sexto na Billboard Tropical Airplay nos Estados Unidos.
Depois de oito semanas na lista, a canção alcançou o primeiro lugar na Billboard Tropical Airplay. Finalmente, a canção entrou na lista da Billboard Latin Pop Songs em trigésimo sétimo, alcançando a trigésima terceira posição em sua terceira semana e a posição trigésima segunda na quinta semana. No México, a canção estreou em vigésimo lugar na Billboard Mexico Español Airplay, chegando ao décimo sétimo lugar na sua terceira semana, alcançando a décima terceira posição na semana seguinte e finalmente alcançou o oitavo lugar na sua décima primeira semana. na lista do Monitor Latino, alcançou a quarta posição no Top Pop e a décima sexta posição no Top General.
Na América do Sul, a canção entrou nas listas Top 40 Latino e Top 100 da Record Report na Venezuela. Dessa maneira, se tornou a primeira canção da cantora a entrar neste chart. No Equador, a canção conseguiu o primeiro  lugar no Top 100 nacional na Airplay Ecuador.

## Apresentação ao vivo
A primeira e única apresentação da canção foi durante os Premios Juventud 2015, pelo canal Univision. A cantora, junto com Wisin, encerraram a premiação. O palco tinha uma iluminação forte enquanto letras enormes que formavam o nome da cantora iluminavam o cenário atrás. O vídeo no canal do Univision no YouTube ultrapassou a marca de 1 milhão e meio de visualizações em 15 dias.

## Vídeo musical
O videoclipe foi filmado em 17 de julho de 2015, em Miami. Fotos das gravações foram publicadas nas redes sociais dos cantores. O vídeo clipe estreou em 28 de agosto de 2015 no canal Vevo da cantora. Em apenas 4 dias, o vídeo já havia ultrapassado a marca de 1 milhão de visualizações. Em um mês, já tinha ultrapassado os 5 milhões de visualizações.

### Sinopse
O vídeo começa com Anahí e Wisin chegando em uma ponte abandonada com vários carros velhos. Enquanto os dois cantam e dançam com os bailarinos atrás, explosões acontecem.

## Desempenho
| Estados Unidos         | Billboard |                         |    |
| Estados Unidos         | Billboard | Tropical Songs          | 1  |
| Estados Unidos         | Billboard | Global Exclu. U.S       | 8  |
| Estados Unidos         | Billboard | Latin Pop Digital Songs | 8  |
| Estados Unidos         | Billboard | Twitter Top Tracks      | 17 |
| Estados Unidos         | Billboard | Latin Rhythm Songs      | 23 |
| Estados Unidos         | Billboard | Latin Digital Songs     | 30 |
| Estados Unidos         | Billboard | Latin Pop Songs         | 32 |
| Estados Unidos         | Billboard | Latin Pop Airplay       | 33 |
| México                 | Billboard |                         |    |
| México Español Airplay | Billboard | 10                      |    |
| México Airplay         | Billboard | 34                      |    |

## Vendas e certificações
| Região                                                                                             | Certificação | Vendas  |
| -------------------------------------------------------------------------------------------------- | ------------ | ------- |
| Brasil (Pro-Música Brasil)                                                                         | Ouro         | 30,000* |
| *números de vendas baseados somente na certificação ^distribuições baseadas apenas na certificação |              |         |

## Lista de faixas
| Download digital |                                 |                          |              |         |  |
| N.º              | Título                          | Compositor(es)           | Produtor(es) | Duração |  |
| 1.               | "Rumba" (participação de Wisin) | Wisin Anahí Luis O' Neil | Wisin        | 3:14    |  |

## Prêmios e indicações
| Ano  | Premiação                  | Categoria                           | Resultado |
| ---- | -------------------------- | ----------------------------------- | --------- |
| 2015 | Latin Italian Music Awards | Melhor Vídeo Latino Feminino do Ano | Venceu    |
| 2015 | Latin Italian Music Awards | Melhor Colaboração Latina do Ano    | Venceu    |
| 2016 | Premios Juventud           | A Combinação Perfeita               | Indicado  |
| 2016 | Premios Juventud           | La Más Pegajosa                     | Indicado  |
| 2016 | Prêmio Febre Teen          | Melhor Clipe Internacional          | Venceu    |

## Histórico de lançamento
| País  | Data                | Formato                              |
| ----- | ------------------- | ------------------------------------ |
| Mundo | 24 de julho de 2015 | Rádio / Download digital / Streaming |